# Criação de conteúdo
Criação de conteúdo é a contribuição de informação para qualquer mídia e, mais especialmente para mídia digital, à um consumidor/público em contextos específicos. Conteúdo é "algo a ser expressado através de algum meio, como a fala, escrita, ou qualquer uma das várias artes" por auto-expressão, distribuição, marketing e/ou publicação. Formas típicas de criação de conteúdo incluem fotografia, videografia, crítica online, edição e distribuição de mídia digital, manter e atualizar web sites, blogs e contas de mídias sociais. Uma pesquisa de Pew Research Center descreveu a criação de conteúdo como "as pessoas materias contribuem para o mundo online."